# Китайская станция
Китайская станция (англ. China Station) — самостоятельное командование в составе Королевского военно-морского флота, существовавшее с 1865 по 1941 годы.

## История
Китайская станция была создана в 1831 году путём выделения из Ост-Индской и Китайской станции. В её зону ответственности входили прибрежные воды Китая, китайские судоходные реки, западная часть Тихого океана и воды вокруг Голландской Ост-Индии. Корабли станции базировались в Гонконге (главная база), Сингапуре (Стрейтс-Сетлментс) и Вэйхайвэе (1898—1930). В корабельном составе обычно имелось несколько старых лёгких крейсеров и эсминцев, а китайские реки патрулировались канонерскими лодками «Китайского» типа.
В связи со вступлением Японии во Вторую мировую войну в конце 1941 года Китайская станция была объединена с Ост-Индской станцией в Восточный флот Великобритании.

## Командующие
- 1865—1867 — вице-адмирал сэр Джордж Кинг;
- 1867—1869 — вице-адмирал сэр Генри Кеппел;
- 1869—1871 — вице-адмирал сэр Генри Келлет;
- 1871—1874 — вице-адмирал сэр Чарлз Шэдвелл;
- 1874—1877 — вице-адмирал сэр Альфред Райдер;
- 1877—1878 — вице-адмирал сэр Чарлз Хиллиар;
- 1878—1881 — вице-адмирал Роберт Кут;
- 1881—1884 — вице-адмирал сэр Джордж Виллес;
- 1884—1885 — вице-адмирал сэр Вильям Дауэлл;
- 1885—1887 — вице-адмирал сэр Ричард Гамильтон;
- 1887—1890 — вице-адмирал сэр Науэлл Сэлмон;
- 1890—1892 — вице-адмирал сэр Фредерик Ричардс;
- 1892—1895 — вице-адмирал сэр Эдмунд Фримантл;
- 1895—1897 — вице-адмирал сэр Александр Баллер;
- 1897—1901 — вице-адмирал сэр Эдвард Сеймур;
- 1901—1904 — вице-адмирал сэр Сиприан Бридж;
- 1904—1906 — вице-адмирал сэр Джерард Ноэл;
- 1906—1908 — вице-адмирал сэр Артур Мур;
- 1908—1910 — вице-адмирал сэр Хэдворт Мьюкс;
- 1910—1913 — вице-адмирал сэр Альфред Винслоу;
- 1913—1915 — вице-адмирал сэр Мартин Джеррам;
- 1916—1917 — вице-адмирал сэр Вильям Грант;
- 1917—1919 — контр-адмирал сэр Фредерик Тюдор;
- 1919—1922 — вице-адмирал сэр Александер Дафф;
- 1922—1924 — адмирал сэр Артур Левезон;
- 1924—1925 — контр-адмирал сэр Аллан Эверетт;
- 1925 — контр-адмирал Дэвид Андерсон (исполняющий обязанности);
- 1925—1926 — вице-адмирал сэр Эдвин Александер-Синклер;
- 1926—1928 — вице-адмирал сэр Реджиналд Тайэрвитт;
- 1928—1931 — вице-адмирал сэр Артур Вайстелл;
- 1931—1933 — вице-адмирал сэр Ховард Келли;
- 1933—1936 — адмирал сэр Фредерик Дрейер;
- 1936—1938 — вице-адмирал сэр Чарлз Литтл;
- 1938—1940 — адмирал сэр Перси Нобл;
- 1940—1941 — вице-адмирал сэр Джеффри Лэйтон.